# Нидерцир
Нидерцир (нем. Niederzier) — община в Германии, в земле Северный Рейн-Вестфалия.
Подчиняется административному округу Кёльн. Входит в состав района Дюрен.  Население составляет 14 003 человека (на 31 декабря 2010 года). Занимает площадь 63 км². Коммуна подразделяется на 7 сельских округов.

### Территориальное деление
| Округ          | Население |
| -------------- | --------- |
| Эллен          | 2054      |
| Хамбах         | 1326      |
| Хухем-Стамлемм | 3308      |
| Краутхаузен    | 742       |
| Нидерцир       | 3705      |
| Оберцир        | 3020      |
| Сельхаузен     | 416       |

## Экономика
Хамбахский разрез.

## Достопримечатоельности
Хамбахский лес.